# مانتلی
مانتلی یک مجله ملی استرالیا است که در زمینه سیاست، جامعه و هنر است که یازده بار در سال به صورت ماهانه به جز شماره دسامبر/ژانویه منتشر می‌شود. در سال ۲۰۰۵ تأسیس شد و با سرمایه‌گذاری املاک ملبورن موری شوارتز منتشر شد.

## مشارکت کنندگان
مشارکت کنندگان در این مجله عبارتند از: مارک آرونز، ولید آلی، جان بیرمنگام، پیتر کنراد، آنابل کراب، ریچارد فلانگان، رابرت فورستر، آنا فاندر، هلن گارنر، آنا گلدزورثی، کرین گلدزورثی، راماچاندرا گوها، گیدئون هایلند، گیدیون هایو، لیندا جی لیند، کلایو جیمز، کیت جنینگز، پل کلی، بنجامین لا، آماندا لوهری، مونگو مک کالوم، شین مالونی، رابرت مان، دیوید مار، ماکسین مک کیو، دروسیلا مدجسکا، پیتر راب، کوین راد، مارگارت سایمونز، مارگارت سایمونز، تی‌ماس لیندماس ترنبول و دان واتسون.